# Gazella subgutturosa
La gazzella gozzuta (Gazella subgutturosa Güldenstädt, 1780) è una gazzella originaria dell'Asia centrale che deve il suo nome a una strana protuberanza della laringe, simile a un gozzo, che cresce nei maschi durante il periodo degli amori.

## Descrizione

### Dimensioni
La gazzella gozzuta misura 90-126 cm di lunghezza (ai quali vanno aggiunti 10-23 cm di coda) e 56-80 cm di altezza al garrese. Il peso si aggira intorno ai 22-40 kg nei maschi e ai 18-33 kg nelle femmine.

### Aspetto
Questa gazzella deve il nome comune al rigonfiamento simile a un gozzo a livello della gola, costituito da una struttura cartilaginea ingrossata di forma cilindrica, più grande e più evidente nei maschi, specialmente durante la stagione degli amori, che consente di emettere forti belati nel corso del corteggiamento. A differenza della maggior parte delle altre gazzelle, le femmine di questa specie sono per lo più, ma non sempre, prive di corna, mentre i maschi presentano lunghe corna nere a forma di lira, elegantemente incurvate, che divergono verso l'esterno e si incurvano all'indietro all'estremità. È interessante notare che lo sviluppo delle corna nelle femmine aumenta man mano che si procede dalla Mongolia e dalla Cina, dove sono quasi completamente prive di corna, verso la penisola arabica, dove presentano corna ben sviluppate. La colorazione delle gazzelle gozzute varia, da una popolazione all'altra, dal quasi bianco al marrone passando attraverso differenti tonalità di grigio, rosso o giallo. Generalmente, la colorazione marrone molto chiaro del dorso si scurisce verso i fianchi, dove si distacca con una linea continua dal bianco delle parti inferiori, e la colorazione nera dei primi due terzi della coda contrasta nettamente contro il bianco dei glutei. Nell'Asia centrale e mediana i giovani presentano nitide strisce e macchie facciali su uno sfondo colorato, che tendono a diventare bianche e a svanire con l'età, ma in Arabia Saudita anche i giovani hanno il muso interamente bianco privo di segni. Gli occhi sono grandi e neri e le orecchie sono lunghe. Le zampe e il collo sono relativamente lunghi e la coda è piuttosto corta. I maschi sono più grandi e più pesanti delle femmine.

## Biologia

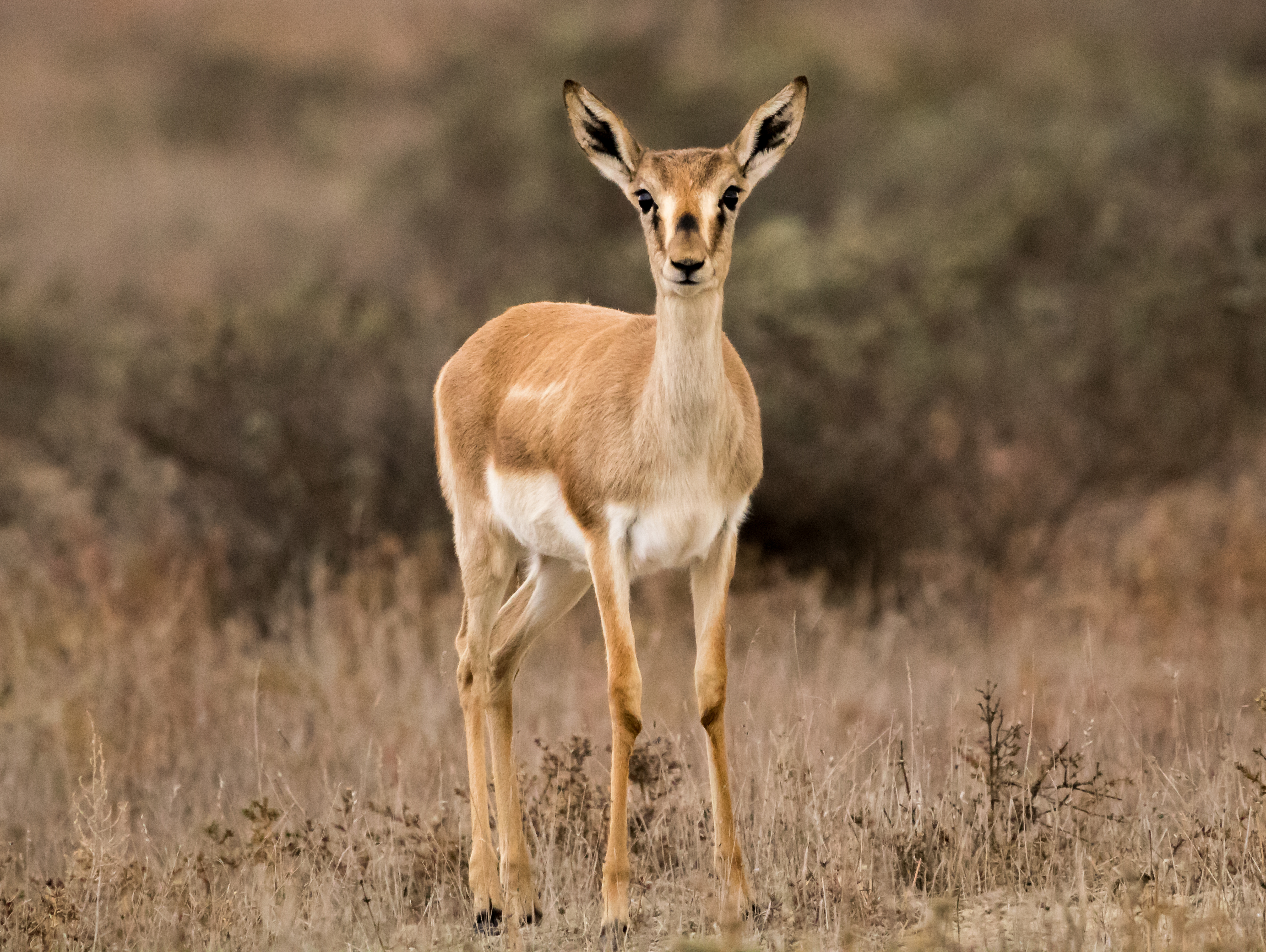
Una femmina nel parco nazionale di Shirvan (Azerbaigian).

In estate, la gazzella gozzuta vive in piccoli gruppi familiari di non più di 10 individui, mentre in inverno si riunisce in grandi branchi di dozzine, centinaia o persino migliaia (in Asia centrale) di capi. Questo comportamento gregario coincide con la stagione riproduttiva che si protrae da settembre a gennaio, durante la quale i maschi adulti diventano territoriali e usano urina e feci per marcare e segnalare il dominio sul proprio territorio all'interno del branco. In questo periodo i maschi utilizzano anche la loro gola ingrandita per emettere dei rauchi richiami e spalmano le proprie secrezioni ghiandolari sugli oggetti circostanti. Nel frattempo, i maschi subadulti formano gruppi di scapoli che possono comprendere fino a cinque individui, senza un territorio individuale. Al contrario, nello stesso periodo, femmine e giovani si riuniscono in branchi di 10-30 capi. La specie è poligama, ma i maschi si accoppiano solamente con le femmine presenti all'interno del loro territorio. I maschi territoriali inseguono le femmine per tenerle nel loro territorio e allontanano qualsiasi altro maschio, compresi i giovani di un anno. Mentre la maggior parte dei maschi si accoppia con 2-12 femmine, raramente di più (fino a 30 femmine in alcuni casi), alcuni non hanno accesso a nessuna femmina. Terminato il periodo del calore, le gazzelle gozzute si riuniscono in gruppi numerosi, spesso misti, che possono comprendere fino a 50 individui, ma in primavera i maschi lasciano i gruppi misti e maschi e femmine formano gruppi indipendenti. Le femmine gravide lasciano i propri gruppi (di femmine) e tendono a farsi più solitarie man mano che si avvicina il momento del parto. La gestazione dura da 148 a 159 giorni, e le nascite si verificano tra marzo e luglio, anche se la maggior parte delle femmine partorisce in maggio (ad aprile in Arabia Saudita e a giugno in Mongolia). Le femmine giovani e anziane partoriscono un unico piccolo, ma la maggior parte delle femmine adulte (il 75%) ha parti gemellari, caratteristica particolarmente rara tra le specie di gazzella. Dopo la nascita il neonato trova un riparo da solo mentre la madre pascola o si riposa entro un raggio di 50-500 metri da lui. Le femmine portano i loro neonati in nuovi nascondigli dopo ogni allattamento, e i gemelli vengono tenuti a 50-1000 metri di distanza l'uno dall'altro durante i primi quattro-sei giorni. I giovani iniziano a seguire la madre regolarmente all'età di 2-2,5 mesi e sono svezzati dopo 4-5 mesi. Alcune giovani femmine hanno il loro primo estro all'età di sei mesi, anche se la maggior parte non inizia a riprodursi fino a 18 mesi. I maschi possono essere in grado di generare prole all'età di 10-11 mesi, ma di solito iniziano a riprodursi solo tra i 2,5 e i 3 anni di età. I maschi sono fertili fino a 10-11 anni, anche se di solito non vivono più di cinque o sei anni in natura, e le femmine possono partorire fino all'età di 13-14 anni, sebbene in natura superino di rado gli 8-12 anni.

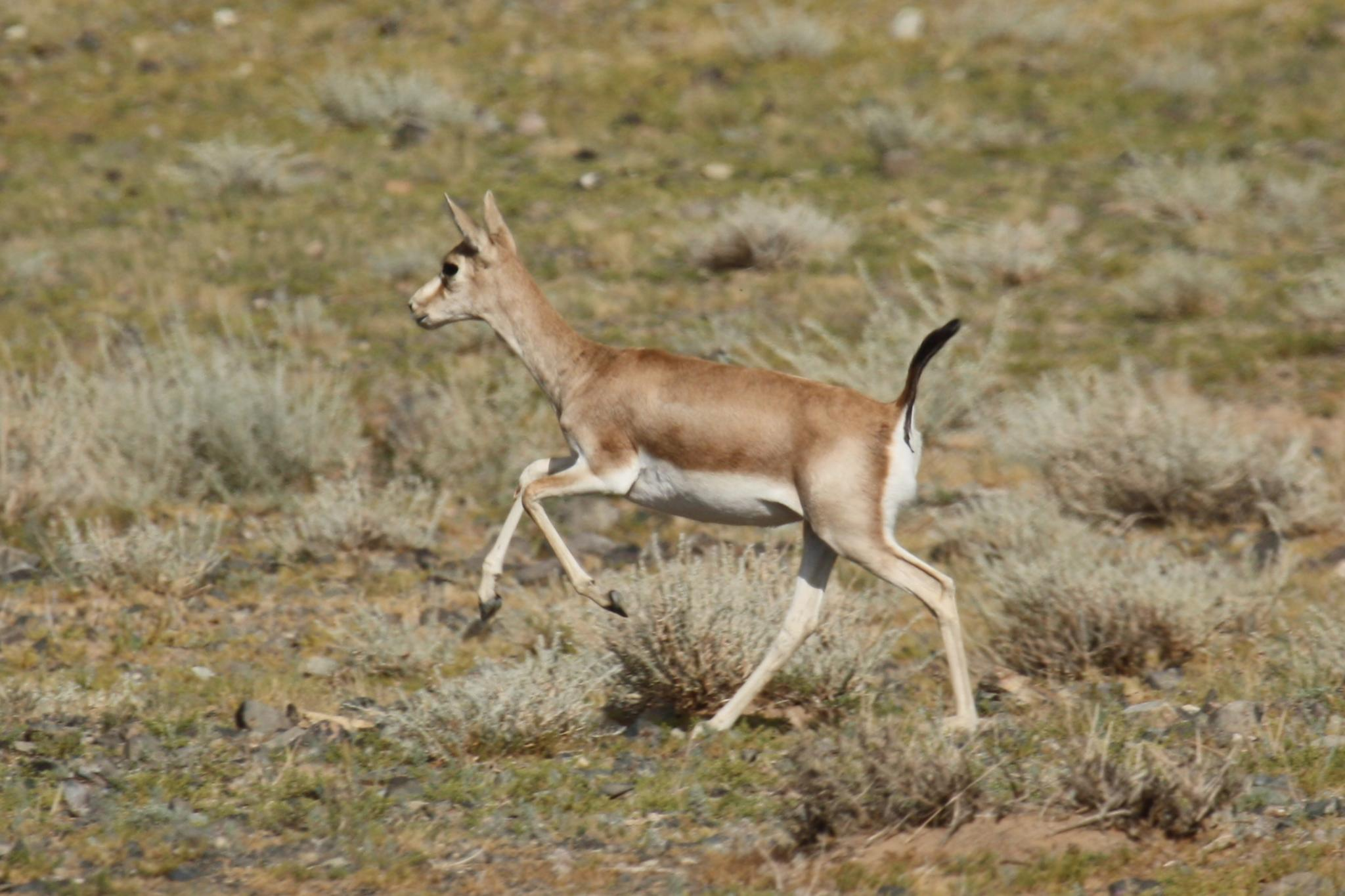
Femmina di G. s. yarkandensis nel deserto del Gobi.

Durante i mesi estivi, le gazzelle gozzute pascolano prevalentemente al mattino presto e nel tardo pomeriggio, nutrendosi di erba, foglie e germogli, ma nelle zone dove il bracconaggio è più intenso tendono a divenire parzialmente notturne. Ogni gazzella mangia 6 chili di foraggio al giorno, circa il 30% del suo peso corporeo, e beve tra i 2 e i 4 litri di acqua. Nel calore del mezzogiorno, questi animali si riparano all'ombra e si rinfrescano scavando buche poco profonde dove giacere, nei punti in cui la terra è più fresca. Questa pausa di mezzogiorno viene significativamente ridotta o addirittura eliminata durante i mesi invernali più freddi.

## Distribuzione e habitat
L'areale di questa specie si estende dalla Mongolia e dalla Cina nord-occidentale, attraverso l'Asia centrale (Kazakistan, Turkmenistan, Uzbekistan e, più marginalmente, Tagikistan e Kirghizistan), fino all'Iran, all'Afghanistan, al Pakistan e anche al Caucaso meridionale. Tuttavia, esso si è ridotto notevolmente rispetto al passato. La specie è ancora molto comune in Mongolia, nella regione del bacino del Tarim nello Xinjiang (Cina) e in alcune parti del Kazakistan. Una popolazione consistente è presente nel parco nazionale di Shirvan, nell'Azerbaigian, e un'altra, più piccola, nel nord del Paese. Esemplari provenienti da Shirvan sono stati recentemente reintrodotti in quattro siti dell'Azerbaigian e in uno della Georgia sud-orientale. In Iran, la gazzella gozzuta è quasi esclusivamente ristretta alle aree protette. In passato la specie in Pakistan era limitata al deserto di Chagai e alle zone adiacenti, ma sia l'areale che il numero di esemplari si è drasticamente ridotto. Le popolazioni presenti nella penisola arabica e nella Turchia sud-orientale vengono attualmente considerate come una specie a sé, Gazella marica. Il confine tra gli areali delle due specie, in Iraq, non è ancora stato determinato con precisione.
La specie occupa un'ampia varietà di habitat desertici e semiaridi. Si incontra in aree dal terreno pianeggiante e ondulato, ma preferisce le colline pedemontane accidentate, le valli di montagna e gli altopiani, evitando le falesie rocciose, le zone ricoperte da una fitta vegetazione boschiva, i terreni utilizzati per l'agricoltura o per il pascolo intensivo del bestiame e le aree prive di calanchi e di anfratti. A nord, l'estensione dell'areale è limitata dalla profondità del manto nevoso in inverno, dal momento che queste gazzelle non riescono a raggiungere l'erba di cui si nutrono dove la copertura nevosa raggiunge profondità di 10-15 centimetri. Qui, a quote più basse, allo scopo di evitare la neve, possono formarsi durante l'inverno aggregazioni di diverse migliaia di esemplari, che si disperdono verso quote più elevate in estate. Le gazzelle gozzute si possono incontrare dal livello del mare fino a circa 3000 metri in Cina, e possono persino salire a quote di 3500 metri durante i mesi più caldi in Kazakistan.

## Tassonomia
Attualmente vengono riconosciute tre sottospecie di gazzella gozzuta:
- G. s. subgutturosa Güldenstädt, 1780, nota anche come gazzella persiana, che abita le vaste aree dell'Asia mediana (Kazakistan, Turkmenistan, Uzbekistan, Tagikistan), l'Iran, l'Iraq e l'Afghanistan;
- G. s. hillieriana Heude, 1894, nota anche come gazzella gozzuta di Hillier o della Mongolia, diffusa nelle regioni del Gobi mongolo;
- G. s. yarkandensis Blanford, 1875, nota anche come gazzella gozzuta di Yarkand o dello Xinjiang, diffusa nel settore occidentale della provincia cinese dello Xinjiang.

Una quarta sottospecie, G. s. marica, diffusa nella penisola arabica, viene oggi riconosciuta come specie a parte (Gazella marica).

## Conservazione

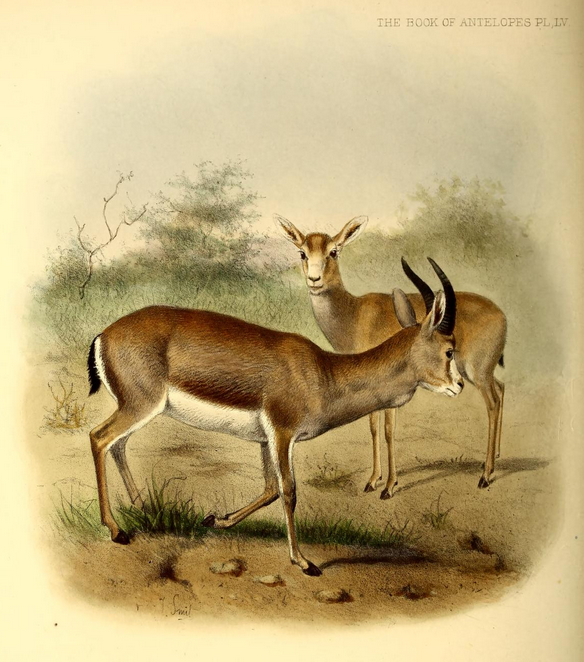
G. s. subgutturosa in una tavola tratta da The book of Antelopes di Philip Sclater (1894).

In tutto il loro areale, le gazzelle gozzute sono vittime della caccia illegale e della perdita dell'habitat e, sebbene siano ancora ampiamente diffuse, il loro numero è in diminuzione e la loro distribuzione non è uniforme. Sebbene si ritenga che il numero di questi animali sia ancora elevato in Mongolia e in Kazakistan, altrove la specie si è ridotta drasticamente e alcune popolazioni, come quelle del Turkmenistan, sono quasi completamente scomparse. La maggior parte delle popolazioni sono ora piccole e isolate l'una dall'altra, il che le rende vulnerabili a ulteriori riduzioni. Questa specie è stata cacciata per la sua carne e, in misura minore, per le corna, mentre la sottospecie araba ha sofferto anche, in alcuni casi, di prelievi di esemplari per le collezioni private. L'habitat è andato perduto o è stato gravemente degradato a seguito dello sviluppo economico, della conversione delle steppe in terreni agricoli e del sovrapascolo ad opera dei sempre più numerosi capi di bestiame domestico. La sottospecie araba in particolare soffre a causa della competizione per il cibo con le pecore e le capre domestiche. In Asia centrale, la gazzella gozzuta è vulnerabile anche agli effetti del rigido clima invernale. Attualmente, il numero totale di esemplari in natura non supera le 120.000-140.000 unità, mentre in cattività se ne contano circa 529 individui.
La gazzella gozzuta gode di protezione legale in tutti i paesi in cui vive, ad eccezione dell'Iran, dove questi animali vengono cacciati legalmente per le loro corna, utilizzate come trofei. Anche altrove, tuttavia, dove esiste una protezione legale, questa non è sempre applicata in modo efficace. Di conseguenza, la specie è presente soprattutto all'interno di aree protette come le riserve naturali e deve fare sempre più affidamento su parchi nazionali e riserve per trovare un rifugio sicuro. Nella maggior parte dei paesi si trovano aree speciali dedicate alla protezione delle popolazioni di gazzella gozzuta, ma il livello di protezione reale all'interno di queste aree dipende in misura considerevole dal livello economico e dalla stabilità politica in uno o nell'altro paese. Programmi di riproduzione in cattività vengono condotti in Arabia Saudita per creare nuove popolazioni selvatiche di queste gazzelle e potrebbero fornire un modello per future reintroduzioni in altre zone.